# Francisco Xavier de Mendonça Furtado
Francisco Xavier de Mendonça Furtado (Mercês (Lisboa), 9 de Outubro de 1701 - Vila Viçosa (Évora), 15 de Novembro de 1769) foi capitão general do Exército e um administrador colonial português. Fundador das cidades de Soure e São Domingos do Capim, no Pará. Em 1758, Francisco conseguiu a permissão da corte portuguesa para transformar o povoado de Macapá em vila, além de ajudar com recursos na construção da Igreja de São José, e instalar os poderes Legislativo e Judiciário na capital amapaense.
Nascido em 9 de Outubro de 1701, na Rua Formosa (atualmente Rua de O Século), Francisco Xavier era filho de Manuel de Carvalho e Ataíde e de D. Teresa Luísa de Mendonça e Melo, irmão do ministro do Reino Marquês de Pombal e do cardeal e inquisidor-mor Paulo António de Carvalho e Mendonça, foi baptizado na Capela das Mercês em 12 de Outubro de 1701, tendo como padrinho Manuel de Azevedo.
Foi governador geral do Estado do Grão-Pará e Maranhão de 1751 a 1759 e secretário de Estado da Marinha e do Ultramar entre 1760 e 1769.
Ajudou na conspiração que levou à condenação à morte do padre Gabriel Malagrida e para a expulsão dos Jesuítas de Portugal pois a questão com Companhia de Jesus com Pombal começara no Brasil, pois ela denunciava a exploração da mão-de-obra indígena, o que incomodava a governação absoluta proposta nessa altura por si e perda de rendimento para o Estado.
Como governador geral do Estado do Grão-Pará e Maranhão, recebeu duas importantes diretrizes para a sua ação de governo:
1. promover a secularização da administração das aldeias e a declaração da “liberdade” dos índios, com a consequente supressão do poder temporal dos religiosos nesses locais; e
2. a criação de uma companhia geral de comércio para o Grão-Pará.

Estas duas linhas de governo faziam emergir três questões indissociáveis: a “liberdade dos índios”, a abolição do governo temporal das aldeias controladas pelos missionários; e o incentivo à produção e ao comércio da capitania.
Segundo as cartas informativas que enviou para o Rei, os colonos não dispunham de recursos para importar escravos da África.
Em 6 de Julho de 1752, foi informado de que fora designado como chefe plenipotenciário da missão demarcatória dos limites fronteiriços da bacia Amazônia, decorrentes do Tratado de Madrid. Em 1759, regressa a Portugal.
Faleceu com 68 anos em Vila Viçosa, encontrando-se sepultado na Igreja Matriz da dita vila.